# Préstec
Un préstec és un acte jurídic que consisteix a transmetre, sense exigir-ne el pagament, la possessió i l'ús d'un bé tot conservant-ne la propietat. El caràcter graciable, que distingeix el préstec del lloguer i de la venda, és sempre assumit. Quan el terme del préstec no és ni fixat, ni sotmès a condició, ni interpretable per la naturalesa de la cosa prestada, el préstec es considera que dura en vida del prestatari.
En finances, un préstec és l'operació per la qual un prestador deixa uns fons a un beneficiari, mitjançant, en general, el pagament d'un interès per part del beneficiari, i combinat amb el compromís de reemborsament de la suma prestada.
Per bé que en la seva definició tradicional, el préstec té per a objecte fonamental una cosa material, el préstec pot igualment tenir sentit amb béns immaterials, en particular en el marc de la propietat intel·lectual (dret de préstec exclusiu, excepció de préstec públic). Es parla llavors de "posada a disposició per a l'ús i per a un temps limitat" del bé prestat.
En lingüística és un barbarisme que s'empra a tort en el sentit de manlleu.